# Angan
Angan is een bestuurslaag in het regentschap Aceh Besar van de provincie Atjeh, Indonesië. Angan telt 281 inwoners (volkstelling 2010).